# Morning
Morning Semanal (週刊モーニング, Shuukan Moningu) é uma revista japonesa semanal de mangás  publicada pela editora Kodansha. A temática da revista é voltada aos jovens adultos (Seinen). Ela teve sua estreia em 1982 como Comic Morning (コミックモーニング, Komikku Mōningu).

## Séries atuais
| Título da série                                                                   | Autor               | Início            |
| --------------------------------------------------------------------------------- | ------------------- | ----------------- |
| Battle Studies (バトルスタディーズ)                                               | Nakibokuro          | Janeiro de 2015   |
| Boku no Shoukibo na Seikatsu (僕の小規模な生活)                                   | Fukumitsu Shigeyuki | 2006              |
| Cesare (チェーザレ 破壊の創造者)                                                  | Souryo Fuyumi       | 2005              |
| City (CITY)                                                                       | Arawi Keiichi       | Setembro de 2016  |
| Cooking Papa (クッキングパパ)                                                     | Ueyama Tochi        | Janeiro de 1984   |
| Gangoose (ギャングース)                                                           | Suzuki Daisuke      | Outubro de 2013   |
| Giant Killing (GIANT KILLING)                                                     | Tsunamoto Masaya    | Janeiro de 2007   |
| Gurazeni: Tokyo Dome-hen (グラゼニ ～東京ドーム編～)                              | Moritaka Yuuji      | Setembro de 2014  |
| Hataraki Man (働きマン)                                                           | Anno Moyoco         | Novembro de 2004  |
| Hoozuki no Reitetsu (鬼灯の冷徹)                                                  | Eguchi Natsumi      | Março de 2011     |
| Hyouge Mono (へうげもの)                                                          | Yamada Yoshihiro    | Agosto de 2005    |
| Investor Z (インベスターZ)                                                        | Mita Norifusa       | Junho de 2013     |
| Kaichou Shima Kousaku (会長 島耕作)                                               | Hirokane Kenshi     | Agosto de 2013    |
| Kinou Nani Tabeta? (きのう何食べた?)                                              | Yoshinaga Fumi      | Fevereiro de 2007 |
| Kou no Dori (コウノドリ)                                                          | Suzunoki Yuu        | Fevereiro de 2012 |
| Land (ランド)                                                                     | Yamashita Kazumi    | Março de 2014     |
| Madowanai Hoshi (惑わない星)                                                      | Ishikawa Masayuki   | Maio de 2015      |
| Mariage: Kami no Shizuku Saishuushou (マリアージュ 〜神の雫 最終章〜)             | Kibayashi Shin      | Maio de 2015      |
| Meganebashi Hanako no Mitate (眼鏡橋華子の見立て)                                 | Matsumoto Kyuujo    | Outubro de 2016   |
| Mitarai: Tantei Mitarai Kiyoshi no Jiken Kiroku (ミタライ 探偵御手洗潔の事件記録) | Shimada Souji       | Abril de 2012     |
| Ns'Aoi (Ns’あおい)                                                                | Koshino Ryou        | 2004              |
| OL Shinkaron (OL進化論)                                                           | Akizuki Risu        | 1989              |
| ReMember (リメンバー)                                                             | King Gonta          | Agosto de 2010    |
| Shippuu no Hayato (疾風の勇人)                                                    | Oowada Hideki       | Janeiro de 2016   |
| Tensai Yanagisawa Kyouju no Seikatsu (天才柳沢教授の生活,)                        | Yamashita Kazumi    | 1988              |
| Thunderbolt Fantasy: Touriken Yuuki (Thunderbolt Fantasy 東離劍遊紀)              | Sakuma Yui          | Julho de 2016     |
| Toripan (とりぱん)                                                                | Torino Nanko        | Fevereiro de 2005 |
| Uchū Kyōdai (宇宙兄弟)                                                            | Koyama Chuuya       | Dezembro de 2007  |
| Vagabond (バガボンド)                                                             | Inoue Takehiko      | Março de 1999     |
| Yobidashi Hajime (呼出し一)                                                       | Nakamura Asumiko    | Janeiro de 2010   |
| Zipang: Shinsou Kairyuu (ジパング 深蒼海流)                                       | Kawaguchi Kaiji     | Dezembro de 2012  |

## Séries finalizadas
- Hotel
- Planetes
- Billy Bat
- ES: Eternal Sabbath
- Chi's Sweet Home
- Piano no Mori
- Emerging
- Gon
- Livingstone
- Kami no Shizuku
- Forget-me-not
- Raqiya
- Kurogane
- Black Jack ni Yoroshiku
- Kokumin Quiz
- Tetsuwan Girl
- Fugurumakan Raihouki
- Devilman Lady
- Tokyo Toy Box
- Taiyou no Ijiwaru
- Zipang
- What's Michael?
- Glaucos
- Wendy
- Spirit of Wonder
- Haruka 17
- Lucifer no Migite
- Kilico
- Kuro Hakubutsukan: Springald
- Souten Kouro
- Dragon Zakura
- Shima Shima
- Omoni Naitemasu
- Mephisto
- Complex Age
- Fuuko no Iru Mise
- Kodomo wa Wakatte Agenai
- OBRIGADO!
- Araragi Express
- Hone no Oto
- Boku wa Beatles
- 1F: Fukushima Daiichi Genshiryoku Hatsudensho Annaiki
- Mizu to Gin
- Mizu no Iro Gin no Tsuki
- Kuro Hakubutsukan: Ghost and Lady
- Tajikarao
- Be Free!
- Furari.
- Kachou Shima Kousaku
- Riman Gambler Mouse